# Глобальная экология
Глоба́льная эко́логия — комплексная научная дисциплина, изучающая биосферу в целом. Основы глобальной экологии сформулированы Будыко, М. И (1977), который считает ее центральной проблемой круговорот веществ в биосфере. Исследование этой проблемы необходимо для решения основной задачи глобальной экологии — разработки прогнозов возможных изменений биосферы в будущем под влиянием деятельности человека. Так как от этого прогноза будет существенно зависеть долгосрочное хозяйственное планирование и оно связано с большими капиталовложениями, очевидно, что он должен иметь высокую степень достоверности.
Глобальная экология как научная дисциплина находится в стадии формирования, ее границы точно не определены. Одни ученые считают ее разделом  общей экологии, другие отождествляют с  охраной природы,  экологией человека, третьи (в том числе М. И. Будыко, И. И. Дедю) считают ее самостоятельной научной дисциплиной.